# دک آلفا

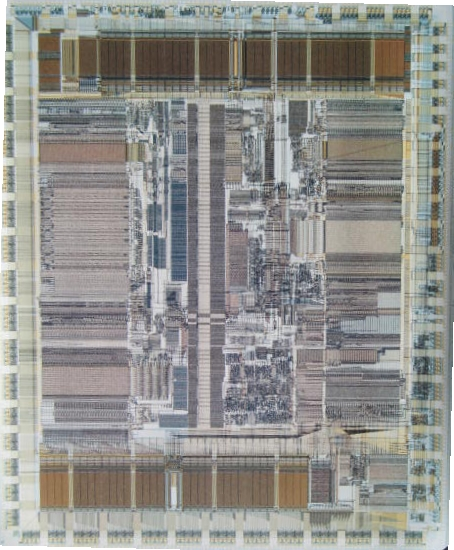
نمایی از DEC AXP 21064 die photo

آلفا (به انگلیسی: Alpha) که در ابتدا با نام Alpha AXP شناخته می‌شد، یک معماری مجموعه دستورالعمل ۶۴-بیتی از نوع ریسک است که توسط شرکت DEC توسعه یافته است. این معماری به عنوان جایگزینی برای VAX سی و دو بیتی و پیاده‌سازی‌هایش طراحی شده است. این معماری در ریزپردازنده‌هایی که در ابتدا توسط DEC توسعه و تولید می‌شدند، پیاده‌سازی شده است.  از جمله سیستم‌عامل‌هایی که از این معماری پشتیبانی می‌کنند عبارتند از اوپن‌وی‌ام‌اس، ترو۶۴ یونیکس، ویندوز ان‌تی، گنو/لینوکس، فری‌بی‌اس‌دی، اوپن‌بی‌اس‌دی، نت‌بی‌اس‌دی و ...